# Trehörningen (Hällefors socken, Västmanland)
Trehörningen är en sjö i Hällefors kommun i Västmanland och ingår i Göta älvs huvudavrinningsområde. Sjön är 18,4 meter djup, har en yta på 0,0842 kvadratkilometer och befinner sig 243,9 meter över havet.

## Delavrinningsområde
Trehörningen ingår i det delavrinningsområde (664635-143245) som SMHI kallar för Utloppet av Mången. Medelhöjden är 253 meter över havet och ytan är 24,2 kvadratkilometer. Räknas de 11 avrinningsområdena uppströms in blir den ackumulerade arean 167,6 kvadratkilometer. Sikforsån som avvattnar avrinningsområdet har biflödesordning 3, vilket innebär att vattnet flödar genom totalt 3 vattendrag innan det når havet efter 380 kilometer. Avrinningsområdet består mestadels av skog (67 procent). Avrinningsområdet har 6,29 kvadratkilometer vattenytor vilket ger det en sjöprocent på 25,9 procent.